# Pedro Dellacha
Pedro Dellacha (Lanús, 9 juli 1926 – Vicente López, 31 juli 2010) was een Argentijnse voetballer. Hij was aanvoerder van het Argentijnse team dat in 1957 de CONMEBOL Copa América won. Als trainer won hij twee keer de CONMEBOL Libertadores en landstitels in vier verschillende landen.
Dellacha startte zijn jeugdcarrière bij Quilmes en begon daar ook in het eerste elftal in 1947. Twee jaar later stond hij in het elftal dat promotie afdwong naar de hoogste klasse. In 1952 maakte hij de overstap naar het grote Racing Club en werd er in 1958 kampioen mee. In deze tijd was hij ook international voor Argentinië en speelde vijfendertig interlands. Hij maakte deel uit van het elftal dat in 1955 en 1957 de CONMEBOL Copa América won. In 1958 maakte hij de overstap naar het Mexicaanse Necaxa, waardoor hij niet meer voor het nationale team mocht uitkomen.
Na zijn spelerscarrière werd hij een succesvol trainer. Met Independiente won hij in 1971 de landstitel en in 1972 en 1975 de CONMEBOL Libertadores. Met Nacional werd hij in 1977 kampioen van Uruguay en een jaar later trainde hij Millonarios in Colombia, waarmee hij ook kampioen werd. Veertien jaar later werd hij ook met het Peruaanse Alianza Lima kampioen.

## Erelijst
Als speler
 Racing Club
- Primera División: 1958

 Necaxa
- Copa MX: 1959/60

 Argentinië
- CONMEBOL Copa América: 1955, 1957

Als trainer
 Independiente
- Primera División: 1971
- CONMEBOL Libertadores: 1972, 1975

 Nacional
- Primera División: 1977

 Millonarios
- Categoría Primera A: 1978

 Alianza Lima
- Primera División: 1992